# 내세에는 남남이 좋겠어
《내세에는 남남이 좋겠어》(일본어: 来世は他人がいい 라이세와 다닌가 이이[*])는 일본의 만화가 코니시 아스카(小西明日翔)의 만화 작품이다. 한국에서는 리디북스에서 번역, 2019년 1월 15일부터 1-2권 서비스를 시작하였다.
코니시가 「데쓰오」(鉄男)라는 명의로 pixiv에 발표하던 동명의 작품을 토대로 일본의 고단샤 발행 만화 잡지 「애프터눈」(アフタヌーン)에서 2017년 10월호부터 연재를 시작하였다.
「다음에 올 만화대상 2018」 코믹스 부문 1위를 차지하였으며 2021년 5월 시점에서 누계 발행 부수 130만 부를 돌파하였다.
2021년 5월, 단행본 제5권 발매 기념 CM동영상이 공개되었고 2022년 3월에는 제6권 발매 기념 PV가 '월간 애프터눈'의 공식 Twitter에 올라왔다. 2023년 1월에 제7권이 발매되었을 때에는, 그것을 기념하여 같은 해 1월 27일에 잡지의 Twitter와 코니시의 Twitter에서 CM이 공개된다.
2022년, 제46회 「고단샤 만화상」 종합 부문 최종 후보로 선출되었다.
미디어믹스로 2023년 10월에 텔레비전 애니메이션화가 발표되었다.

## 줄거리
오사카의 조직폭력배(야쿠자) 집안에서 태어난 여고생 소메이 요시노(染井吉乃)는 어느 날 할아버지로부터 약혼자가 정해졌다는 통보를 받는다. 상대는 미야마 키리시마(深山霧島)라는 할아버지의 지인의 손자로, 약혼을 계기로 요시노는 오사카에서 도쿄로 이사한다. 처음에는 사람 좋은 인상으로 요시노를 대하는 키리시마였지만, 곧바로 요시노를 '평범한 여자'라고 생각하고 질렸다며 본성을 드러낸다. 키리시마로부터 '넌 내세울 게 얼굴밖에 없으니까 몸이라도 팔아서 돈이나 마련해 와라'라는 폭언을 듣고 학교에서는 왕따를 당하면서 오사카에 돌아가고 싶어진 요시노에게 요시노의 할아버지는 1년은 무조건 견뎌야 한다면서 “1년 동안 그녀석을 휘어잡아 너한테 홀딱 빠지게 한 다음에 아무 이유 없이 차버리고 와라. 남자에게는 그게 가장 차가운 복수다”라고 조언한다. 요시노는 행동을 개시, 자신의 한쪽 신장을 400만 엔으로 팔아 가져와 키리시마를 비롯한 이제까지 자신을 괴롭힌 급우들을 향해 "너희가 나를 지옥에 떨어뜨리려 한다면 너희들도 똑같이 끌어내려 엉망진창으로 바닥을 기어다니게 해 주겠다"고 일갈한다. 하지만 키리시마는 그 자리에서 요시노의 분노한 모습이 지금까지 자신의 인생에서 가장 오싹했고 흥분되는 순간이 되었다며 "꼭 결혼해서 내 인생을 엉망진창으로 만들어 줘"며 요시노에게 고백, 구혼하기에 이른다.

## 등장인물
주요 등장인물들의 이름이 소메이요시노, 미야마키리시마, 토리아시쇼마(범의귀과 여러해살이풀), 스오아자미 등 일본어로 식물을 나타내는 낱말에서 따온 것이 특징이다.
- 소메이 요시노(染井 吉乃, そめい よしの)

성우: 우에다 히토미
본작의 주인공. 간사이 최대의 지정 폭력단 4대째 키리가야 조(桐ケ谷組) 직계 소메이 조(染井組)의 조장 소메이 렌지(染井蓮二)의 손녀. 오사카에서 살고 있었지만, 키리시마와의 약혼을 계기로 도쿄로 이주해 살게 되고, 일상이 격변한다.
굉장히 화려한 외모.
400만 엔으로 자신의 신장을 팔았다.
- 미야마 키리시마(深山 霧島, みやま きりしま)

성우: 이시다 아키라 (CM 영상)
요시노의 약혼자로, 간토 최대의 지정 폭력단 5대째 토쿠사 조직(砥草会) 직계의 미야마 일가의 총장의 손자. 총장인 가쿠(蕚)는 실제로 할아버지가 아니라 할아버지의 형(즉 큰할아버지)이지만 과거의 사건으로 그에게 거두어졌다.
용모는 수려하나, 깊이를 알 수 없는 섬뜩함을 감추고 있다. 항상 웃는 얼굴로 무슨 생각을 하고 있는지 알 수 없다.
- 토리아시 쇼마(鳥葦翔真)

성우: 유사 코지(PV)
2권부터 등장. 초등학교 시절에 어머니가 세상을 떠났고, 아버지는 그를 방치했기 때문에 친척집을 전전하다 중학교 때 소메이 렌지에게 거두어져서, 사실상 양자로 입적된다.
렌지의 권유로 교토 근처에서 사립대학에 다니고 있다. 졸린 듯한 반쯤 뜬 눈에 맹한 모습으로, 행사에 나온 대형 아이스크림을 10분 만에 먹어치운다거나 한 달 식비만 5만 엔이 든다는 언급이 있을 정도로 대식가 속성도 있다.
요시노보다 두 살이 많고 요시노는 그를 가족처럼 생각하며, 쇼마 역시 요시노가 보고 있는 앞에서는 함부로 사람을 때리지 않는다. 키리시마와는 첫 대면 때부터 사이가 좋지 않다.
- 스오 아자미(周防薊, すおう あざみ)

성우: 카미야 히로시(CM)
무언가를 꾸미고 있는, 정체를 알 수 없는 수수께끼가 많은 남자. 늘 마스크로 얼굴을 가리고 있다. 
- 소메이 렌지(染井 蓮二, そめい れんじ)

성우: 우에다 요지
키리가야 조 직계 소메이 조의 조장. 강우회(剛友会)의 식사 모임에 키리가야 회장 대행으로 출석할 정도로 조직 내 서열이 높다. 조직 내에서는 온건파 성향에 속한다는 평가를 받으며, 이로 인해 강경파 인사들에게 알게 모르게 요시찰 대상이 되어 있다.
요시노의 아버지가 교통사고로 사망한 뒤에 요시노를 거두어 키웠다. 상당히 활동적인 성격인 데다 손녀인 요시노 앞에서는 살짝 촐싹대는 모습을 보이며, 여자 관계도 복잡해서 내연녀들에 의해 강에 던져져 죽을 뻔한 적도 있다. 요시노는 이런 할아버지를 반면교사로 진중하고 차분한 성격으로 자랐다.
요시노가 연애 경험이 없는 것을 걱정하다 제멋대로 옛 친구이기도 한 가쿠의 손자인 키리시마와 약혼을 결정했으며, 요시노가 키리시마의 본모습을 알게 되고 교내에서는 집단 따돌림의 대상이 되자 "1년만 버티면서 그녀석이 너한테 홀딱 빠지게 한 다음 걷어차고 돌아오라"는 조언을 한다.
- 미야마 가쿠(深山萼, みやま がく)

성우: 나카이 가즈야
토쿠사 조직 직계 미야마 일가의 총장으로 키리시마의 할아버지(정확하게는 큰할아버지). 강우회의 식사 모임에서는 토쿠사 조직 회장 대행으로 출석했다.
요시노의 할아버지 렌지와는 젊은 시절부터 잘 알고 지낸 사이이다.
도박을 잘해 돈을 걸고 한 도박에는 져 본 적이 없고, 술을 못해서 한 잔만 마셔도 잠들어 버린다.
- 아키메 히시바(秋目 日司馬, あきめ ひしば)

성우: 오키아유 료타로
토쿠사카이 류세쓰(竜舌) 일가의 총장. 렌지나 가쿠와는 젊은 시절부터 알고 지냈다.
- 다치바나 아오이(橘葵, たちばな あおい)/이나모리 후타(稲森 颯太, いなもり ふうた)

미야마 일가의 조직원. 아오이는 스킨헤드이고 후타는 묶은 레게머리이다.
- 호테이 타케토(布袋 竹人, ほてい たけと)

성우: 고니시 가쓰유키
소메이 조의 조직원으로 소메이 렌지의 경호원을 맡을 정도로 신뢰가 깊다.
요시노가 어렸을 때 보육 담당이기도 한데, 조직원 가운데 유일하게 여동생이 있어 여자아이를 키워 본 경험이 있다는 이유에서였다.
- 아카시가타 츠바키(明石潟 椿, あかしがた つばき)

성우: 우에다 레이나
요시노의 사촌으로, 정확하게는 소메이 렌지의 내연녀의 딸이지만 실제 혈연이 있는지는 확실하지 않다.
교토 출신의 미인으로 소메이 렌지를 동경하고 있다. 요시노를 좋아하는 이유도 렌지와 많이 닮았기 때문이다.
키리시마와의 대화에서 그의 어두운 일면을 한눈에 알아 봤으며, 키리시마에게 "요시노를 힘들게 한다면 요시노의 얼굴을 성형시켜서라도 네가 평생 찾을 수 없는 곳으로 데려가 버리겠다"고 엄포를 놓는다.
쇼마와는 앙숙 관계이다.
- 시오타 나오(汐田 菜緒, しおた なお)

키리시마의 옛 여자친구로 대학의 미스콘에서 우승한 경험이 있다. 모 방송국의 여자 아나운서로 내정되어 있다. 계산적인 성격.

## 단편
『코믹 ZERO-SUM 』(コミックZERO-SUM, 이치진샤) 2015년 9월호에서 『두 사람은 밑바닥』(二人は底辺)이라는 제목으로 단편이 게재되었다. 중학생 시절 요시노가 쇼마와 만나게 된 이야기를 다루고 있으며 키리시마는 등장하지 않는다.

## 서지정보
- 코니시 아스카 《내세에는 남남이 좋겠어》 고단샤 〈애프터눈 KC〉, 기간 8권(2023년 10월 23일 현재)
  1. 2017년 11월 22일 발매,[11] ISBN 978-4-06-510376-0
  2. 2018년 7월 23일 발매,[12][13] ISBN 978-4-06-511660-9 /ISBN 978-4-06-512979-1 (특장판)
  3. 2019년 5월 23일 발매,[14] ISBN 978-4-06-514835-8
  4. 2020년 6월 23일 발매,[15] ISBN 978-4-06-519771-4
  5. 2021년 5월 21일 발매,[16] ISBN 978-4-06-523330-6
  6. 2022년 3월 23일 발매,[17] ISBN 978-4-06-526863-6
  7. 2023년 1월 23일 발매,[18] ISBN 978-4-06-529919-7
  8. 2023년 10월 23일 발매,[19] ISBN 978-4-06-533312-9

## 콜라보 이벤트
2022년 1월 20일부터 2월 6일까지 「THE 캐릭터 SHOP」과 콜라보레이션, 본작의 상품을 취급하는 숍을 도쿄 도(東京都) 시부야 마루이(渋谷マルイ)의 7층에서 열었다. 같은 해 2월 11일부터 27일까지 도쿄 도의 MEDICOS SHOP에서, 팝업 스토어 「『내세에는 남남이 좋겠어』 POP UP CORNER」를 개최하였다.
2023년에는 SuperGroupies와 콜라보레이트 작업을 행하였다. 작가 코니시가 감수를 맡은 콜라보 아이템이 제작되고 있다.

## TV 애니메이션
2024년 10월부터 12월까지 TOKYO MX 등에서 방송되었다.

### 스태프
- 원작 - 코니시 아스카
- 감독 - 카와세 토시후미
- 시리즈 구성 - 타카스기 리카
- 캐릭터 디자인 - 타케다 이츠코
- 프롭 디자인 - 사토 타카
- 미술 감독·미술 설정 - 아라이 카즈히로
- 색채 설계 - 카츠라기 이마리
- CG 디렉터 - 우치보리 히로시
- 촬영 감독 - 시모자키 아키라
- 편집 - 코이케 유키
- 음악 - 츠츠미 히로아키, 스즈키 마사토
- 음악 제작 - 포니 캐년
- 음향 감독 - 히라미츠 타쿠야
- 음향 제작 - HALP H·P STUDIO
- 치프 프로듀서 - 나가우치 아츠시, 요네자와 아키라, 쿠로스 노부히코
- 프로듀서 - 우시고에 미우, 야마토 슌스케, 쿠와야마 유카리, 시미즈 요우, 우치야마 유키, 코니시 유키, 타다 유이치
- 애니메이션 프로듀서 - 카도 타카하루, 나카타 요시후미
- 애니메이션 제작 - 스튜디오 딘
- 제작 - 내세에는 남남이 좋겠어 제작위원회

### 주제가
UNDER and OVER
THE ORAL CIGARETTES에 의한 오프닝 테마. 작사·작곡은 야마나카 타쿠야, 편곡은 THE ORAL CIGARETTES.
なに笑ろとんねん
요시노에 의한 엔딩 테마. 작사·작곡·편곡은 테니오하.

### 에피소드 목록
| 화수   | 제목 | 각본          | 그림 콘티         | 연출              | 작화 감독 | 총작화 감독                                                                 | 방송일          |
| ------ | --- | ------------- | ----------------- | ----------------- | --- | --------------------------------------------------------------------------- | --------------- |
| 제1화  | 負け犬に出る幕はない 패배자에게 나설 자리는 없다                                                        | 타카스기 리카 | 카와세 토시후미   | 시모토리 코스케   | 아라타 하야토 나가타 시오리 무라카미 아야카 사와무라 토오루 마츠이 세이카 쿠보 미츠키                                                                       | 타케다 이츠코 아오키 마호                                                   | 2024년 10월 7일 |
| 제2화  | 誠意を見せたい。 あわよくば少し好きになってほしい 성의를 보이고 싶어 괜찮으면 조금은 좋아해 주면 좋겠어 | 타카스기 리카 | 카와세 토시후미   | 요시다 슌지       | 미야카와 치에코 요시다 와카코 이카이 카즈유키 우에니시 마야 쿠보 미츠키 마츠이 세이카 나가타 시오리 過鈴 STUDIO CL                                          | 타케다 이츠코 미야카와 치에코                                               | 10월 14일       |
| 제3화  | 地獄の三角関係 지옥의 삼각관계                                                                          | 타카스기 리카 | 카와세 토시후미   | 아사미 마츠오     | 무라카미 아야카 스가와라 미유키 타나카 아야코 마츠이 세이카 이카이 카즈유키 미야카와 치에코 아오키 마호                                                     | 타케다 이츠코 무라카미 아야카 우쿨레레 젠지로                               | 10월 21일       |
| 제4화  | 頭がいいのか馬鹿なのか 머리가 좋은 건지 바보인 건지                                                     | 타카스기 리카 | 후지와라 료지     | 나카무라 테츠하루 | 나가타 시오리 아라타 하야토 사와무라 토오루 코바야시 나나미 EN.studio                                                                                       | 타케다 이츠코 아오키 마호                                                   | 10월 28일       |
| 제5화  | 椿姫 동백 공주                                                                                          | 타카스기 리카 | 스즈키 이쿠       | 야부우치 유우     | 쿠보 미츠키 요시다 와카코 우에니시 마야 이카이 카즈유키 마츠이 세이카 아오키 마호                                                                           | 미야카와 치에코                                                             | 11월 4일        |
| 제6화  | 無関心ならいっそ嫌われたほうがいい 前編 무관심보다는 차라리 미워하는 게 더 나아 전편                    | 타카스기 리카 | 후지와라 료지     | 요시모토 타케시   | 타케다 이츠코 무라카미 아야카 마츠이 세이카 코바야시 나나미 스가와라 미유키 타나카 아야코 아베 치아키 나가타 시오리 쿠보 미츠키                             | 타케다 이츠코 우쿨레레 젠지로 무라카미 아야카 마츠이 세이카                 | 11월 11일       |
| 제7화  | 無関心ならいっそ嫌われたほうがいい 後編 무관심보다는 차라리 미워하는 게 더 나아 후편                    | 타카스기 리카 | 카와세 토시후미   | 요시다 슌지       | 아오키 마호 아라타 하야토 나가타 시오리 사와무라 토오루 마츠이 세이카                                                                                       | 타케다 이츠코 아오키 마호                                                   | 11월 18일       |
| 제8화  | 本音を言えば結婚したい 前編 진심을 말하자면 결혼하고 싶어 전편                                          | 타카스기 리카 | 야마모토 메구미   | 시모토리 코스케   | 쿠보 미츠키 타나카 아야코 나가타 시오리 무라카미 아야카 미야카와 치에코 우에니시 마야 요시다 와카코 스가와라 미유키 마츠이 세이카                           | 미야카와 치에코                                                             | 11월 25일       |
| 제9화  | 本音を言えば結婚したい 中編 진심을 말하자면 결혼하고 싶어 중편                                          | 사사노 메구무 | 후쿠시마 히로유키 | 안도 타카시       | 타케다 이츠코 이카이 카즈유키 사와무라 토오루 마츠이 세이카 스가와라 미유키 쿠사카 타케시 아라타 하야토 에비스 요키 아오키 마호 GIVEN STAR                  | 타케다 이츠코 우쿨레레 젠지로 스가와라 미유키 미야카와 치에코 요시다 와카코 | 12월 2일        |
| 제10화 | 本音を言えば結婚したい 後編 진심을 말하자면 결혼하고 싶어 후편                                          | 타카스기 리카 | 후지와라 료지     | 이나무라 호나미   | 아오키 마호 우에니시 마야 쿠보 미츠키 타나카 아야코 | 타케다 이츠코 아오키 마호 미야카와 치에코                                   | 12월 9일        |
| 제11화 | 成長したら飼えない獣 성장하면 키울 수 없는 짐승                                                         | 사사노 메구무 | 카와세 토시후미   | 요시모토 타케시   | 타케다 이츠코 스가와라 미유키 요시다 와카코 마츠이 세이카 사와무라 토오루 모리 에츠히토 쿠노 카요코 타나카 아야코 아라타 하야토 쿠보 미츠키 무라카미 아야카 | 타케다 이츠코 우쿨레레 젠지로 아오키 마호 요시다 와카코 미야카와 치에코     | 12월 16일       |
| 제12화 | 彼女が翳ると闇夜が降りて雨がふる 그녀의 표정이 어두워지면 깜깜한 밤이 내리고 비가 쏟아진다              | 타카스기 리카 | 카와세 토시후미   | 에조에 히토미     | 쿠보 미츠키 우에니시 마야 아라타 하야토 쿠사카 타케시 츠네사다 히요리 마츠이 세이카                                                                         | 타케다 이츠코 아오키 마호 미야카와 치에코 요시다 와카코                     | 12월 23일       |